# Ваша висости
Ваша висости (енгл. Your Highness) је америчка комедија из 2011. године. Снимљена је у Северној Ирској 2009, а премијерно приказана 8. априла 2011. 

## Радња
Принц Фабио је искусан ратник, одважан и частан. Његов брат Тадео је лењ и плашљив, и непрестано машта о женама, о којима баш и нема високо мишљење. Када Фабиову вереницу Беладону отме чаробњак Боремон, а његови људи киднапују и самог Фабија, Тадео је принуђен да их спасе. Чаробњака може убити једино уз помоћ једнорогове оштрице, а пут до ње веома је тежак. Међутим, помаже му неустрашива Изабел, која ће га научити да жене нису сексуални објекат и да међу њима има јачих чак и од мушкараца.

## Улоге
| Глумац         | Улога    |
| -------------- | -------- |
| Дени Макбрајд  | Тадео    |
| Натали Портман | Изабел   |
| Џејмс Франко   | Фабио    |
| Зои Дешанел    | Беладона |
| Чарлс Данс     | Краљ     |
| Дејмијен Луис  | Боремон  |
| Тоби Џоунс     | Јулије   |